# Municipio de West Griggs
El municipio de West Griggs (en inglés: West Griggs Township) es un municipio ubicado en el condado de Van Buren en el estado estadounidense de Arkansas. En el año 2010 tenía una población de 1970 habitantes y una densidad poblacional de 25,99 personas por km².

## Geografía
El municipio de West Griggs se encuentra ubicado en las coordenadas 35°36′3″N 92°30′9″O / 35.60083, -92.50250. Según la Oficina del Censo de los Estados Unidos, el municipio tiene una superficie total de 75.81 km², de la cual 75,29 km² corresponden a tierra firme y (0,69 %) 0,52 km² es agua.

## Demografía
Según el censo de 2010, había 1970 personas residiendo en el municipio de West Griggs. La densidad de población era de 25,99 hab./km². De los 1970 habitantes, el municipio de West Griggs estaba compuesto por el 93,71 % blancos, el 0,56 % eran afroamericanos, el 1,02 % eran amerindios, el 0,51 % eran asiáticos, el 1,83 % eran de otras razas y el 2,39 % eran de una mezcla de razas. Del total de la población el 7,16 % eran hispanos o latinos de cualquier raza.